# ترنتون (کامیونیتی)، ویسکانسین
ترنتون (به انگلیسی: Trenton) یک منطقهٔ مسکونی در ایالات متحده آمریکا است که در ویسکانسین واقع شده‌است. ترنتون ۲۳۵٫۹۲ متر بالاتر از سطح دریا واقع شده‌است.